# Коллонтай
Коллонтай (пол. Kołłątaj) — польский дворянский род герба того же имени, происходящий из брянских бояр и восходящий к концу XV века.
Из этого рода происходил Гуго Коллонтай (1750—1812), польский общественный деятель, учёный, публицист. Род Коллонтай был внесён в VI часть родословной книги Гродненской и Минской губерний.
Известные носители фамилии:
- Александра Михайловна Коллонтай (урождённая Домонтович; 1872—1952) — деятель международного и российского революционного социалистического и женского движения, публицист, советский дипломат.
  - См. также Улица Коллонтай
- Михаил Георгиевич Коллонтай (род. 1952) — композитор и пианист.

## Описание герба
В красном поле якорь с прямой лапой, треугольным ухом вниз и с крючьями в виде треугольников. В навершии шлема три страусовых пера.